# スンスネオ
スンスネオ（ZunZuneo）とは、アメリカ合衆国国際開発庁（USAID）が2010年から2012年にかけて、総額160万ドル程度を投じ
キューバの利用者向けに運用していたソーシャル・ネットワーキング・サービス、ミニブログ。「スンスネオ」とはキューバでハチドリのさえずりを意味するスラングである。

## 概要
キューバ政府は情報技術の普及や、海外からの情報の入り口となるインターネットの利用を制限 していたが、2008年に初めて携帯電話やパソコンの使用が認められたことを受け、USAIDは規制を掻い潜り携帯電話のテキストメッセージを利用 して創設。キューバ国民は国営電話網を通じてアクセスし、メッセージを書き込めたという。立ち上げた当初はスポーツや天気、雑学などの情報を送信し、利用者の確保に努めていた。USAIDによると、キューバ国民の相互交流の手助けを名目に、従前の対外人道援助政策の一環として実行に移したとしている。
サービスの起源を追跡調査したAP通信の報道によると、USAIDから資金提供を受けた請負業者が「ケイマン諸島のある銀行口座を利用してフロント企業の複雑なネットワークを立ち上げ、合衆国政府との関係を口外しない、信用の置ける役員を採用した」という。合衆国内のサーバーから携帯端末向けのアプリとして送信 され、請負業者は管理、運用に当たりコスタリカ国内を拠点としていた。
「キューバ版ツイッター」とも渾名されたスンスネオは、少なくとも40000人の利用者を擁したものの、2012年6月に予告無く突然終了。AP通信によると、計画への補助金が打ち切られたために終了したとされる。

## 疑惑

### キューバ政府転覆工作
AP通信は2014年4月3日、スンスネオについての暴露記事を掲載。一定の人数が集まった時点で、キューバ国民にフラッシュモブや反政府デモを促す政治的なコンテンツが登場していると伝えたのである。
USAIDの内部文書も引用しながら、立ち上げた目的は「国家と社会の間の力のバランスを見直す」ため、政治関連のコンテンツを徐々に紹介して利用者を結集させようとしていたという。アラブの春を念頭に置き、ソーシャルメディアを活用した民主化運動を引き起こすのが隠された目的としている。

### コスタリカに無断で事務所設置
利用者の個人情報の分析を行っていた事務所が、コスタリカの首都サンホセにあったことも、AP通信が独自に入手した資料から明らかとなった。利用者は合衆国がサービスに関与していたことを全く知らなかった上、合衆国が政治的なメッセージに反応し得る人物を特定するため、利用者に関する個人情報の収集も行っていたことも承知していなかったという。

### アメリカ合衆国の弁明
報道の後、合衆国政府はサービスに資金提供していたことは認めたが、煽動工作という批判については否定。USAIDは「スンスネオの目的はキューバ国民同士が自由に話せる場を作ることだった。それ以上は何もなく、われわれはこれを誇りに思っている」とする声明を発表した。
USAIDのスポークスマンは2013年にアメリカ会計検査院が計画を再調査した結果、国内法に沿って実行したことが明らかとなったとしている。USAIDはハイチ向けの災害援助をはじめ各種援助活動を行っており、今回工作活動が発覚したことで、今後の援助活動に支障を来す恐れが指摘されているが、活動への支障が出るとの見方は否定。

## 反応

### アメリカ合衆国
上院外交委員会は、USAIDに計画についての文書を提出するよう要求。パトリック・リーヒ上院司法委員会委員長もMSNBCテレビの取材の中で、計画について報告を受けていなかったと述べ、「秘密工作を行うなど全くのナンセンス。USAIDは世界中で数多くの素晴らしいことをしているが、これは別だ」と非難の色を強めた。
また、バージニア州アレクサンドリアの非営利組織であるキューバ・リサーチ・センターのフィリップ ・ピーターズ代表は、「こういうことが起きれば、USAIDが実施している優れた経済援助や開発援助に疑念が生じる。USAIDにとってダメージは大きい」としている。

### キューバ
国営紙グランマは、合衆国がキューバの若者と政府の対立を画策しているというラウル・カストロ国家評議会議長の主張が裏付けられたと報道。外務省も声明を出し、合衆国が「不安定な情勢の創出を目指す対キューバ反体制計画を放棄していないことを示すものだ」として非難、合衆国政府に対し国際法と国連憲章の順守、秘密作戦の中止も併せて求めた。

### コスタリカ
合衆国大使館は2009年4月と5月、キューバを対象とするインターネット事業に携わるUSAID職員への外交官特権の付与を政府に求めたが、これを認めなかったという経緯がある。それにも関わらず合衆国が計画を強行したことから、国内でも批判が殺到。外務省は秘密作戦について、合衆国大使館に説明を求めているが無回答という。カスティジョ外相も「各国大使館がコスタリカから他国に影響を与える行動を行うのは正しいことではない。われわれはいかなる場合もこれを認めることはできない」と述べている。

### その他
キューバと友好関係にあるとされる、ボリビアやベネズエラも合衆国の行動を厳しく批判。ボリビアは2013年「野党グループを支援している」として、国内に潜伏しているUSAID職員を国外追放処分に付している。